# 1736년
1736년은 일요일로 시작하는 윤년이다.

## 연호
- 청(淸) 건륭(乾隆) 원년
- 일본(日本) 교호(享保) 21년 / 겐분(元文) 원년
- 후 레 왕조(後黎朝) 빈흐우(永祐) 2년

## 기년
- 류큐(琉球) 쇼케이왕(尚敬王) 24년
- 청(淸) 고종 건륭제(高宗 乾隆帝) 원년
- 조선(朝鮮) 영조(英祖) 12년
- 후 레 왕조(後黎朝) 의종(懿宗) 2년

## 사건
장조세자책봉

## 탄생
- 1월 19일 - 영국의 발명가 제임스 와트. (~1819년)
- 1월 25일 - 이탈리아의 수학자, 천문학자 조제프루이 라그랑주. (~1813년)
- 6월 14일 - 프랑스의 과학자 샤를 드 쿨롱. (~1806년)

## 사망
- 2월 17일 - 스웨덴의 정치가 안드레아스 웅에. (1662년~)
- 4월 21일 - 프랑스 태생의 오스트리아의 장군 외젠 드 사부아카리냥 공자. (1663년~)